# Граховський Сергій Іванович
Сергі́й Іва́нович Грахо́вський (біл. Сяргей Іванавіч Грахоўскі; * 12 (25) вересня 1913, Нобель Пінського повіту Мінської губернії, тепер Вараського району Рівненської області,— † 11 грудня 2002, Мінськ) — білоруський поет, прозаїк, перекладач.

## Біографічна канва
1914 року разом із батьками переїхав до Глуська на Могильовщині. 1930 року почав працювати на Бобруйському деревообробному комбінаті. 1931—1932 років був коректором у Державному видавництві БРСР та газеті «Чырвоная змена», 1935 закінчив газетно-видавниче відділення літературного факультету Мінського педагогічного інституту й почав працювати редактором на білоруському радіо, водночас викладаючи на робітничому факультеті Білоруського державного університету.
1936 року був заарештований, десятирічний термін покарання відбував на лісопереробці в Горьковській області. Після звільнення працював у 1946—1949 роках учителем російської мови та літератури в середній школі селища Уріччя Слуцького району, але 1949 року був знову заарештований та засланий на довічний термін до Новосибірської області, де теж був учителем.
Реабілітований 1955 року, 1956 повернувся до Мінська, був прийнятий до Спілки письменників Білорусі, відновив працю на білоруському радіо (1956—1957), потім завідував відділом у часописі «Бярозка» (1957—1959), був літературним консультантом Спілки письменників Білорусі (1959—1960), літературним редактором журналу «Вясёлка» (1960—1973), відповідальним секретарем Комітету з Державних премій БРСР у галузі літератури, мистецтва й архітектури (1973—1974), а 1974 року вийшов на пенсію. 1983 року йому присвоєно звання заслуженого працівника культури Білоруської РСР. Брав активну участь у праці громадської організації «Мартиролог Білорусі», зокрема в її установчих зборах (1988), на яких було ухвалено також рішення про створення Білоруського народного фронту.
|                                                                                    | Знов — етапом, до Сибіру, через засудження на безстроковий «рай»… Цей клятий досвід одного разу, вже в останні роки, добре прислужився йому. Пам’ятаю, з гумором розповідав Сергій Іванович про пригоду в парку Челюскінців, де любив гуляти на самоті по тихих, малолюдних стежинках. Якось надвечір з-за кущів виринула зграя шпани. Хуліганисті молодики взяли в лещата стару людину, почали дражнити, штурхати, лапати кишені, погрожувати. А він і не думав кликати на допомогу чи боронитися, хоча, не зважаючи на вік, міг би при свойому зрості та фізичній загартованості покласти на землю не одного. Він тільки розкрив рота — й перший та останній раз у житті — видав порцію такої махрової табірної «фені», чутої тисячу разів від поневолювачів, що теперішні нападники на мить остовпіли, а наступної миті кинулися врозсип із воланнями: — Рятуймося! На пахана натрапили! |
| — Святлана Кліменценка, «…Бо лепш незламаным памерці, чым жыць з перабітым крылом» | |

## Творчий доробок
Перший свій вірш опублікував 1926 року, але перша книжка, поетична збірка «День народження», вийшла лише 1958-го. Далі опублікував ще близько двох десятків книжок поезії. 1983 року за збірку «Осінні гнізда» (1982) отримав республіканську премію ім. Аркадія Куляшова. Поезії Граховського відзначаються ліричністю, схвильованістю; вони стверджують доброту та щирість.
Писав також прозу — художню й документальну. Його документальну повість «Рудобельська республіка» (1968) було інсценізовано й виставлено Театром імені Янки Купали й Гомельським обласним драматичним театром, а 1972 року за цією повістю було знято кінофільм.
Писав також для дітей: книжки віршів «Від весни до весни», «Сьогодні й завтра» та інші, збірка оповідань «Вогник у вікні».
Значне місце в доробку Граховського займають твори, пов'язані з його особистою драматичною долею. В поемі «Болюча пам'ять», написаній 1980 року, але опублікованій лише 1987, він звертається до трагічних подій тридцятих-п'ятдесятих років. Йому належать також книга споминів «Так і було» (1986), але підсумком його життя стала автобіографічна трилогія «Такі сині сніги», «Зона мовчання» та «З вовчим квитком» (1988—1991), яку критики вважають білоруським аналогом «Архіпелагу Гулаг» Олександра Солженіцина.
В Мінську тричі виходили двотомники вибраних творів Граховського: 1973, 1983 та 1994 років.
Поет є автором вірша «Ветразь», де навмисне не вжито жодного слова, співзвучного зі словами російської мови.
Займався також художнім перекладом: в його інтепретації вийшли твори Жюля Верна, Олександра Пушкіна, Рабіндраната Тагора, Миколи Заболоцького, Яніса Райніса, Володимира Маяковського, Олександра Блока, Аркадія Гайдара, Антанаса Венцлови, Яніса Судрабкална, Расула Гамзатова та інших. Але особливо рясними були його зв'язки з українською літературою.

### Літературні зв'язки з Україною
У своїй творчості Сергій Граховський двічі звертався до теми дружби Лесі Українки та Сергія Мержинського: 1983 року написав поему «Розлука на світанні», а 1984 — нарис «Міріам і Месія».
Перекладав твори Тараса Шевченка, Лесі Українки, Максима Рильського, Володимира Сосюри, Тереня Масенка, Миколи Нагнибіди, Петра Біби, Платона Воронька, Дмитра Білоуса, Микити Чернявського, Борислава Степанюка, Юрія Лісняка, Володимира Забаштанського.
В свою чергу, твори Граховського перекладалися українською мовою: його вірші друкувалися в другому томі антології «Білоруська радянська поезія» (Київ, 1971), а 1979 року в Києві ж вийшла його книга «Лісова казка». Серед перекладачів Граховського — Валентин Лагода, Олекса Новицький, Валентина Ткаченко, Борислав Степанюк, Леонід Горлач та інші.

## Перелік творів

### Збірки віршів
- «Дзень нараджэння» («День народження», 1958)
- «Ад вясны да вясны» («Від весни до весни», 1959)
- «Чаканне» («Чекання», 1960)
- «Сёння і заўтра» («Сьогодні й завтра», 1961)
- «Табе зайздросціць сонца» («Тобі заздрить сонце», 1963)
- «Памяць» («Пам'ять» 1965)
- «Гарыць касцёр» («Горить вогнище» 1966)
- «Тры вымярэнні» («Три виміри», 1967)
- «Вершы» («Вірші», 1968)
- «Паэма дарог» («Поема доріг» 1970)
- «Зазімак» («Зазимок», 1976)
- «Лірыка» («Лірика», 1978)
- «3ачараванасць» («3ачарованість», 1978)
- «Сонечная сцежка» («Сонячна стежка», 1980)
- «Асеннія гнёзды» («Осінні гнізда», 1982)
- «Кругі надзеі» («Кола надії», 1985)
- «Знаходка» («Знахідка», 1985)
- «Верую» («Вірую», 1987)
- «І радасць і боль» («І радість і біль» 1988)

### Художня проза
- «Які вялікі дзень» («Який великий день», 1966, збірка оповідань)
- «Агеньчык у акне» («Вогник у вікні», 1972, збірка оповідань)
- «Ранні снег» («Ранній сніг», 1975, повість)
- «Гарачае лета» («Гаряче літо», 1974, повість)
- «Сустрэча з самім сабою» («Зустріч із самим собою», 1988, повість)

До збірки «Споведзь» («Сповідь», 1990) увійшли як вірші, так і автобіографічні повісті.

### Документальна та мемуарна проза; публіцистика
- «Горад маладосці» («Місто молодості», 1960, нарис)
- «Рудабельская рэспубліка» («Рудобельська республіка», 1968, документальна повість)
- «Мінск» («Мінськ», 1971, краєзнавча книжка)
- «Бацькі і дзеці» («Батьки та діти», 1972, нарис)
- «Так і было» («Так і було», 1986, спогади)
- «Такія сінія снягі» («Такі сині сніги», 1988, спогади)
- «Зона маўчання» («Зона мовчання», 1990, спогади)
- «З воўчым білетам» («З вовчим квитком», 1991, спогади)